# جان ماکریدی
جان ماکریدی (انگلیسی: John Macready؛ 1887 – ۲۷ فوریهٔ ۱۹۵۷) فرد نظامی اهل بریتانیا بود.